# Pippirull
Pippirull var ett humor- och satirprogram i Sveriges Radio P3. Programmen sändes mellan 15 juni 1998 och 31 januari 2003. Medverkande i programmen var Olle Palmlöf, Bobbo Krull, Kjell Eriksson, Mårten Andersson, Fredrik Jonsson, Natanael Karlsson och Anna Charlotta Gunnarson.
Programmen byggde dels på satiriska betraktelser över omvärlden, ofta i form av dialoger mellan Palmlöf och Krull, dels på imitationer av kända svenskar (utförda av Andersson). De oftast imiterade var artisten Dr Alban och skådespelaren Mikael Persbrandt. 

## Dr Alban stämmer programmet
Artisten Dr. Alban kände sig kränkt av de imitationer som sändes och stämde därför Sveriges Radio för grovt förtal i fem fall. Stockholms tingsrätt valde att fria Sveriges Radio på alla punkter.